# BLIS/COBOL
BLIS/COBOLは、かつてのミニコンピュータ向けのオペレーティング・システムで、広く受け入れられたシステムとしては珍しくCOBOLで書かれたという特徴を持つ。COBOLで記述された企業向けアプリケーションをコンパイルするために最適化された。 BLISはデータゼネラルNovaやデータゼネラルEclipseといった16ビットミニコンシリーズで利用され、Information Processing社 (IPI) から販売された。1970年代と80年代のNational Computer Conferenceに定期的に製品を展示していた。サポートされているユーザーと機能の数に応じて、価格は830ドルから10,000ドルの間だった。 1977年、IPIは世界中で100を超えるシステムの運用インストールを誇っていた。 
1985年の時点でIBM PC向けのPC-BLISというバージョンが存在した。
オペレーティングシステムは、特定のプロセッサやプロセッサファミリ用のアセンブリ言語で記述されることが多かった。アセンブラで書かれていないオペレーティングシステムは比較的低速だったが、修正と修復が容易というメリットがあった。C言語では、アセンブリ言語の替わりにオペレーティングシステム開発を可能にすることを意図して、低水準機能を盛り込んでいる。同様の目標でIBMのPL/Sの開発が為された。COBOLの高水準の性質は、オペレーティングシステム開発ではいくつかの課題があったが、BLISで部分的に対処された。これはBLISがCOBOL用に意図的に最適化されていたためである。